# Parachela maculicauda
Cá lá tre hay cá lành canh, cá tựa mại (Danh pháp khoa học: Parachela maculicauda) là loài cá trong chi Parachela thuộc họ cá chép Cyprinidae.

## Đặc điểm
Cá có thân dài, rất dẹp bên. Đỉnh đầu và mặt lưng có màu xanh đen, xuống hai bên nhạt dần, mặt bụng thân và đầu có màu trắng bạc, vây ngực trắng và có nhiều sắc tố đen. Viền lưng lõm xuống ở phần mũi. Lườn bụng sắc bén, viền cong lồi. Đầu nhỏ, dẹp bên. Mõm hướng lên, miệng xiên, rạch miệng gần như thẳng đứng, mút cuối chưa đến đường thẳng đứng trước viền mắt. Không có râu, mắt tròn to, hơi lệch nửa trên của đầu.
Vây lưng có khởi điểm hơi lệch về phía sau so với khởi điểm vây hậu môn, vây ngực kéo dài quá gốc vây bụng, vây đuôi phân thùy sâu. Vẩy phủ khắp thân, các phần khác của đầu không phủ vẩy, gốc vây đuôi có phủ một ít vẩy. Đường bên hoàn toàn, từ viền trên lỗ mang uốn cong về phía bụng và chấm dứt tại điểm dưới gốc vây đuôi, vây đuôi vàng có hai chấm đen lớn lớn trên hai thùy của vây đuôi, có một sọc đen nhỏ kéo dài từ viền trên nắp mang đến điểm giữa cuốn đuôi.